# Steve Howard
Steven John Howard (né le 10 mars 1976 à Durham) est un footballeur anglais. Il joue depuis 2008 au poste d'attaquant.

## Carrière
Le 1er janvier 2008, Steve Howard est prêté puis transféré à Leicester City où il signe un contrat de trois ans et demi pour un montant supérieur à 1 M£.  Il joue le jour même son premier match pour les Foxes (Queens Park Rangers 3-1 Leicester), entrant en jeu à la 31e minute de la rencontre.

## Palmarès
Luton Town
- League One
  - Vainqueur : 2005

 Derby County
- Playoffs de Championship
  - Vainqueur : 2007

 Leicester City
- League One
  - Vainqueur : 2009